# Miss Saint-Christophe-et-Niévès
 (novembre 2024).
Miss Saint-Christophe-et-Niévès désigne les concours de beauté féminine destinés aux jeunes femmes de Saint-Christophe-et-Niévès. Le concours a été fondé en 1957.
Le concours Miss St. Kitts & Nevis permet de représenter le pays au concours de Miss Monde. Il n'y a pas de représentante à Miss Univers.

## Les Miss pour Miss Monde
1971-1972 : Hazel Brookes